# Ferrari (film 2003)
Ferrari – włoski dramatyczny film dokumentalny w reżyserii Carlo Carlei wydany w 16 lutego 2003 roku.
Film opowiada historię życia jednego z najbardziej wpływowych ludzi w świecie motoryzacji, którym jest Enzo Ferrari. Film ma formę wywiadu z Ferrari przerywaną przez fabularyzowane wspomnienia.
W 2003 roku podczas Flaiano International Prizes Sergio Castellitto zdobył nagrodę Golden Pegasus w kategorii Best Television Actor.

## Obsada
Źródło: Filmweb

- Jonathan Bailey – Alfredo Ferrari
- Elio Germano – Enzo Ferrari w wieku 18 lat
- Thomas Crowther – Dino Ferrari w wieku 10 lat
- Matthew Bose – Dino Ferrari
- Salvatore Borghese
- Matteo Angius – Gilles Villeneuve
- Francesca De Sapio – Adalgisa Ferrari
- Pietro Ragusa – Piero Ferrari